# Nango jusan chome (métro de Sapporo)
Nango jusan chome (南郷13丁目駅, Nangō-jūsan-chōme-eki) est une station du métro de Sapporo au Japon. Elle est située dans l'arrondissement de Shiroishi à Sapporo.

## Situation sur le réseau
Établie en souterrain, la station est située au point kilométrique (PK) 15,2 de la ligne Tōzai entre la station Nango nana chome, en direction du terminus nord-ouest Miyanosawa, et la station Nango juhatchome, en direction du terminus sud-est Shin Sapporo.

## Histoire
La station a été inaugurée le 21 mars 1982.

## Services aux voyageurs

### Accès et accueil
La station est ouverte tous les jours.

### Desserte
- Ligne Tōzai :
  - voie 1 : direction Shin Sapporo
  - voie 2 : direction Miyanosawa

Installations et desserte
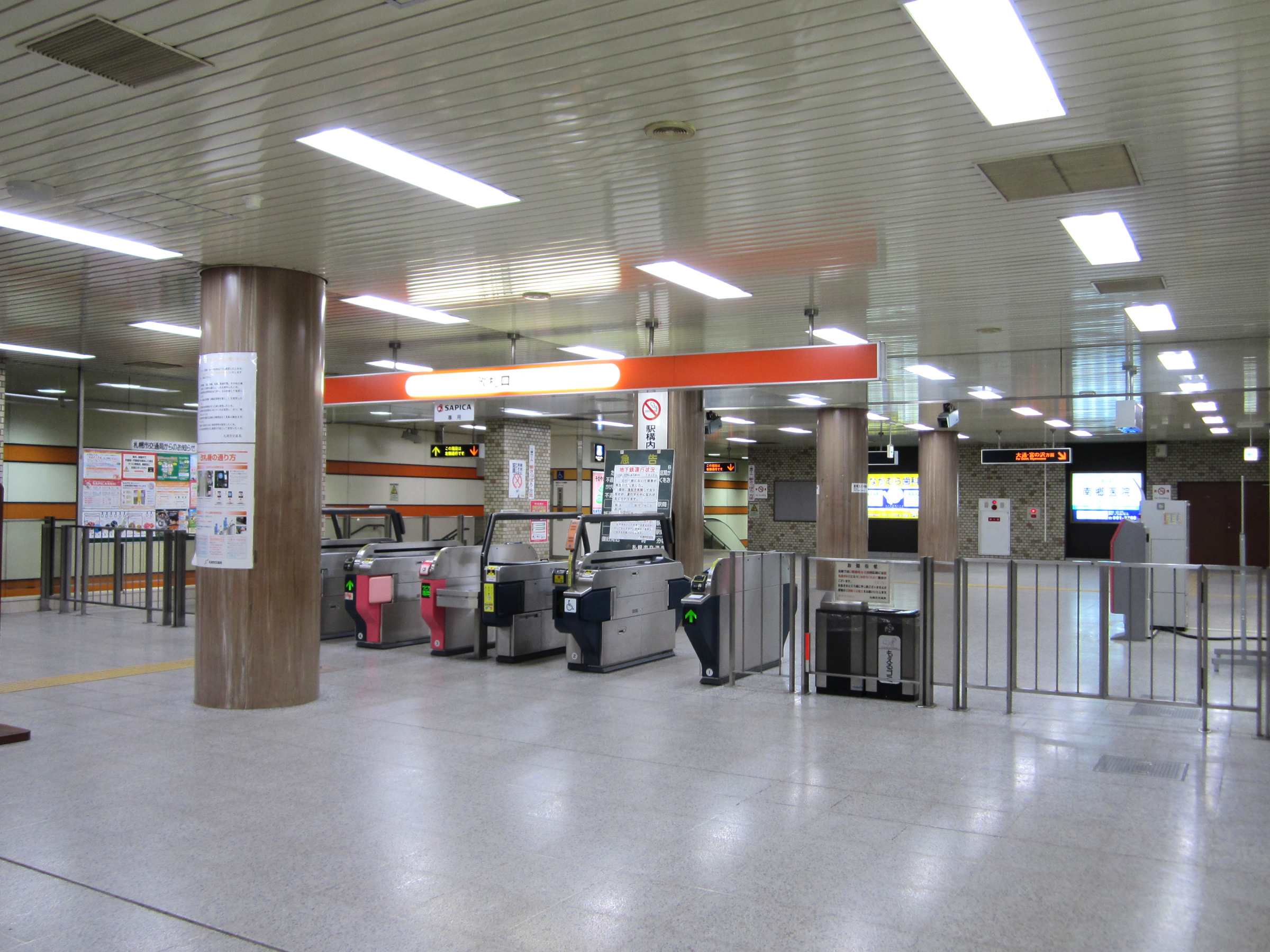
Ligne de contrôle.
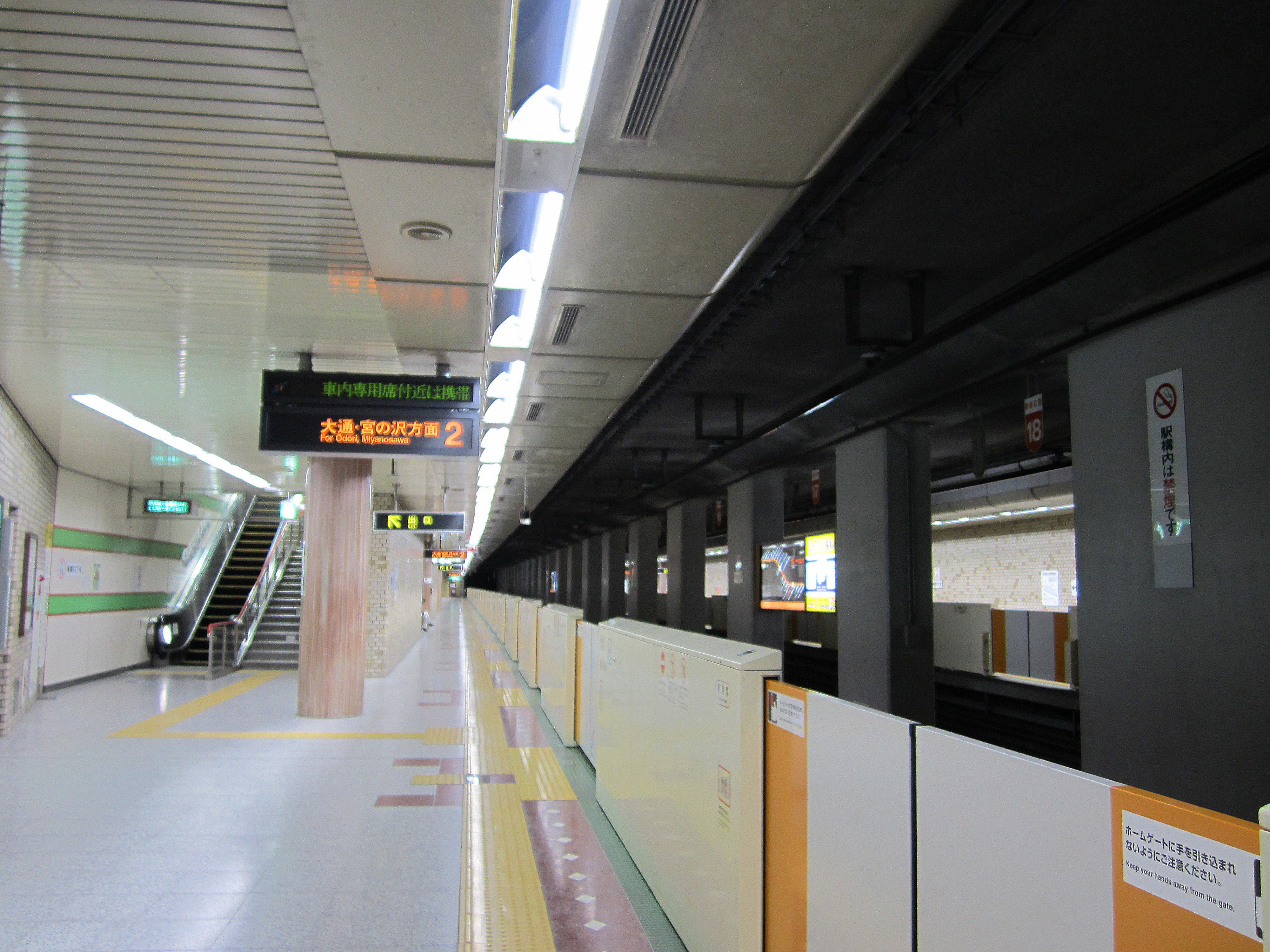
Vue d'un quai latéral.